# Гелатао-де-Хуарес
Гелатао-де-Хуарес (исп. Guelatao de Juárez) — муниципалитет в Мексике, входит в штат Оахака. Население — 754 человека.